# Bulbophyllum nasilabium
Bulbophyllum nasilabium là một loài phong lan thuộc chi Bulbophyllum.